# Utwórz strone
Szablon:Infobox organization

Mercedes-Benz 1113
Magirus Deutz/Iveco GBA 2/16
Sprzęt ratowniczy i aparaty powietrzne

Ochotnicza Straż Pożarna w Czeskiej Wsi – jednostka OSP działająca w Czeskiej Wsi (gmina Olszanka, powiat brzeski, woj. opolskie). Funkcjonuje od 1950 roku, a od 2001 roku jest wpisana do KRS jako stowarzyszenie (nr 0000026645).

## Historia
Jednostka powstała z inicjatywy Władysława Potockiego, mimo początkowego braku sprzętu i remizy. W 1961 roku strażacy zdobyli pierwsze miejsce w zawodach powiatowych w Brzegu.

## Cele i działalność
OSP prowadzi działalność ratowniczą i prewencyjną, uczestniczy w akcjach pożarowych, wypadkach drogowych i miejscowych zagrożeniach. Strażacy organizują zajęcia edukacyjne dla dzieci i młodzieży, uczestniczą w zawodach sportowo-pożarniczych i manewrach ratowniczych.  Do celów statutowych jednostki należy też rozwój kultury fizycznej, sportu pożarniczego oraz działalność społeczna i kulturalna.

## Wyposażenie
OSP dysponuje m.in. samochodami gaśniczymi Mercedes-Benz 1113 i Magirus Deutz/Iveco GBA 2/16, sprzętem ratowniczym (PSP R-1, torby medyczne, aparaty powietrzne, pilarki, agregaty prądotwórcze) oraz radiotelefonami.

## Finansowanie
Jednostka utrzymuje się ze składek członkowskich, dotacji gminnych i państwowych, wsparcia sponsorów oraz odpisu 1,5% podatku.

## Zarząd
- Prezes: Marcin Foryś
- Naczelnik: Łukasz Skwarczyński
- Sekretarz: Grzegorz Szewczyk
- Skarbnik: Mateusz Skwarczyński
- Gospodarz: Robert Kozimor

## Galeria

Remiza OSP w Czeskiej WsiRemiza OSP w Czeskiej Wsi
Mercedes-Benz 1113Mercedes-Benz 1113
Magirus Deutz/Iveco GBA 2/16Magirus Deutz/Iveco GBA 2/16
Sprzęt ratowniczy i aparaty powietrzneSprzęt ratowniczy i aparaty powietrzne